# Sylvain Brial
Pour les articles homonymes, voir Brial.
Sylvain Brial, né le 16 septembre 1964 à Sigave (Wallis-et-Futuna), est un homme politique français.
Conseiller territorial de Wallis-et-Futuna à partir de 2017, il est élu député dans l'unique circonscription de Wallis-et-Futuna lors de l'élection législative partielle de 2018.

## Biographie
Sylvain Brial est le petit-fils de Julien Brial (commerçant originaire des Pyrénées-Orientales) et d'Aloisia Brial, Lavelua (reine) d'Uvéa de 1954 à 1958, le fils de l'homme politique Cyprien Brial (élu à l'assemblée territoriale pour la circonscription de Sigave de 1967 à 1987 et gérant des affaires familiales pour Futuna), le frère de Julien Brial (conseiller territorial pour Sigave de 1987 à 1997) et Victor Brial (député de 1997 à 2007 et plusieurs fois président de l'assemblée territoriale) et le neveu de Benjamin Brial (député de 1967 à 1988). Il est enfin cousin de Gil Brial, pour sa part engagé en politique en Nouvelle-Calédonie.
Il est chef d'entreprise en bâtiment de profession.
En mars 2017, il fait son entrée en politique en se présentant sans étiquette aux élections territoriales. Élu conseiller territorial dans la circonscription de Sigave, il siège dans l'opposition à David Vergé.
Candidat lors de l'élection législative de 2017 à Wallis-et-Futuna, classé divers gauche par le ministère de l'Intérieur, il est battu au premier tour par le sortant Napole Polutele (également divers gauche, soutenu par La République en marche). Sylvain Brial dépose un recours auprès du Conseil constitutionnel, qui annule l'élection de Napole Polutele le 2 février 2018, en raison de défauts d'émargement lors du vote.
Lors de l'élection partielle qui suit, il se porte à nouveau candidat, classé divers droite et soutenu par Les Républicains (LR). Il promet notamment l’acquisition d'un avion ATR 42 pour desservir Wallis-et-Futuna. Le 15 avril 2018, lors d'un duel au premier tour face au député sortant, il recueille 51,6 % des voix, ce qui fait de lui le nouveau député pour Wallis-et-Futuna,. À l'Assemblée nationale, il siège chez les non-inscrits puis au sein du groupe Libertés et territoires, formé en octobre 2018, et se rattache administrativement à l'Union des démocrates, radicaux et libéraux, structure de l'Union des démocrates et indépendants,.
Le 20 septembre 2019, il est victime d'un grave accident vasculaire cérébral lors d’un déplacement de son groupe parlementaire à La Rochelle, ce qui conduit à son hospitalisation à Poitiers, où il est placé dans un coma artificiel. Hospitalisé pendant plusieurs mois, il suit en 2020 une rééducation dans un établissement parisien, puis en Nouvelle-Calédonie ; à la fin de l’année, il démissionne de l’assemblée territoriale pour indisponibilité géographique,.
Il ne se représente pas à l'élection législative de 2022 à Wallis-et-Futuna et est remplacé par Mikaele Seo qui était son suppléant lors de sa mandature.